# Persone di nome Antonio/Pittori
| Questa pagina contiene informazioni ricavate automaticamente dalle voci biografiche con l'ausilio del template Bio e di un bot. L'aggiornamento è periodico e automatico e ricostruisce completamente la pagina. Se manca una persona in questa lista, sei pregato di non aggiungerla, ma accertati piuttosto che la sua voce biografica contenga il template Bio e che i dati anagrafici siano correttamente compilati. Se il template Bio manca, inseriscilo tu stesso o, in alternativa, metti l'avviso {{tmp\|Bio}} che ne segnala la mancanza. Se i dati riportati sono sbagliati, correggi direttamente la voce biografica; le modifiche saranno visibili in questa lista entro pochi giorni. Per chiarimenti vedi il progetto antroponimi. La lista contiene solo le 252 persone che sono citate nell'enciclopedia e per le quali è stato implementato correttamente il template Bio. Pagina aggiornata al 22 lug 2025. |

Questa è una lista di persone presenti nell'enciclopedia che hanno il nome Antonio e sono pittori.

## A(22)
- Antonio Giacomo Acciaccaferri, pittore italiano
- Antonio Alberti, pittore italiano (Ferrara - Urbino)
- Antonio Ambrogio Alciati, pittore italiano (Vercelli, n. 1878 - Milano, † 1929)
- Antonio Aleotti, pittore italiano (Argenta)
- Antonio Amorosi, pittore italiano (Comunanza, n. 1660 - Roma, † 1738)
- Antoniazzo Romano, pittore italiano (Roma, † 1508)
- Antonio da Alatri, pittore italiano
- Antonio da Caravaggio, pittore italiano (Caravaggio)
- Antonio da Carpena, pittore italiano (Riccò del Golfo di Spezia)
- Antonio del Massaro, pittore italiano (Viterbo - Viterbo)
- Antonio da Pisa, pittore italiano (Pisa)
- Antonio Veneziano, pittore italiano (Venezia - Firenze, † 1388)
- Antonio da Tradate, pittore svizzero (Tradate - Locarno)
- Antonio da Pavia, pittore italiano (Pavia)
- Antonio da Viterbo il Vecchio, pittore italiano
- Antonio da Codegoro, pittore italiano (Venezia - Venezia)
- Antonio di Anghiari, pittore, orafo e artigiano italiano (Anghiari)
- Antonio Arias Fernandez, pittore spagnolo (Madrid, n. 1614 - Madrid, † 1684)
- Antonio Arrigoni, pittore italiano
- Antonio Asturi, pittore italiano (Vico Equense, n. 1904 - Vico Equense, † 1986)
- Silvano Avanzini, pittore, scenografo e scultore italiano (Viareggio, n. 1925 - Viareggio, † 2000)
- Correggio, pittore italiano (Correggio, n. 1489 - Correggio, † 1534)

## B(35)
- Antonio Badile, pittore italiano (Verona - † 1560)
- Antonio Baietto, pittore italiano (Udine)
- Antonio Baldi, pittore e incisore italiano (Cava de' Tirreni, n. 1692 - Fiesole)
- Antonio Balestra, pittore e incisore italiano (Verona, n. 1666 - Verona, † 1740)
- Antonio Ballero, pittore, scrittore e fotografo italiano (Nuoro, n. 1864 - Sassari, † 1932)
- Antonio Domenico Bamberini, pittore italiano (Firenze, n. 1666 - Gramugnana, † 1741)
- Antonio Barzaghi Cattaneo, pittore svizzero (Lugano, n. 1834 - Calprino, † 1922)
- Antonio Baschenis, pittore italiano
- Antonio Basoli, pittore e incisore italiano (Castel Guelfo, n. 1774 - Bologna, † 1843)
- Antonio Beduschi, pittore italiano (Cremona, n. 1576)
- Antonio Cabral Bejarano, pittore spagnolo (Siviglia, n. 1798 - Siviglia, † 1861)
- Antonio Bellucci, pittore e decoratore italiano (Venezia, n. 1654 - Soligo, † 1726)
- Antonio Beni, pittore, architetto e decoratore italiano (San Giacomo di Musestrelle, n. 1866 - Dosson, † 1941)
- Antonio Bernieri, pittore e incisore italiano (Correggio, n. 1516 - Correggio, † 1564)
- Antonio Berti, pittore italiano (Faenza, n. 1830 - Faenza, † 1912)
- Antonio Berté, pittore italiano (Napoli, n. 1936 - Napoli, † 2009)
- Antonio Bianchini, pittore, letterato e critico d'arte italiano (Roma, n. 1803 - Roma, † 1884)
- Antonio Bicchierai, pittore italiano (Roma, n. 1688 - Roma, † 1766)
- Antonio Bobò, pittore e incisore italiano (Livorno, n. 1948)
- Antonio Boldini, pittore italiano (Ferrara, n. 1799 - Ferrara, † 1872)
- Antonio Bonetti, pittore italiano (Bologna, n. 1710 - † 1787)
- Antonio Bonfigli, pittore italiano (Macerata, n. 1806 - Macerata, † 1865)
- Antonio Boselli, pittore italiano (San Giovanni Bianco - † 1532)
- Antonio Bottazzi, pittore italiano (Cremona, n. 1800 - Cremona, † 1870)
- Antonio Bova, pittore italiano (n. 1641 - † 1701)
- Antonio Brea, pittore italiano (Nizza - † 1527)
- Antonio Bresciani, pittore italiano (Napoli, n. 1902 - † 1998)
- Antonio Bresciani, pittore e incisore italiano (Piacenza, n. 1720 - Parma, † 1817)
- Antonio Brighenti, pittore italiano (Clusone, n. 1810 - Lovere, † 1893)
- Antonio Bronconi, pittore italiano
- Antonio Bruno, pittore italiano (Modena)
- Antonio Bueno, pittore spagnolo (Berlino, n. 1918 - Fiesole, † 1984)
- Antonio Buonfigli, pittore italiano (Siena, n. 1680 - † 1750)
- Antonio Busca, pittore italiano (Milano, n. 1625 - Milano, † 1686)
- Antonio Buttafogo, pittore italiano

## C(34)
- Antonio Caimi, pittore e storico dell'arte italiano (Sondrio, n. 1811 - Milano, † 1878)
- Antonio Calderara, pittore italiano (Abbiategrasso, n. 1903 - Vacciago, † 1978)
- Antonio Calza, pittore italiano (Verona, n. 1658 - Verona, † 1725)
- Antonio Campi, pittore, storico e architetto italiano (Cremona, n. 1524 - Cremona, † 1587)
- Antonio Maria Caneva, pittore e architetto italiano (Porlezza, n. 1550)
- Antonio Capulongo, pittore italiano (Napoli)
- Antonio Carbonati, pittore italiano (Mantova, n. 1893 - Roma, † 1956)
- Antonio Cardile, pittore, scultore e incisore italiano (Taranto, n. 1914 - Roma, † 1986)
- Antonio Carena, pittore italiano (Rivoli, n. 1925 - Rivoli, † 2010)
- Antonio Carneo, pittore italiano (Concordia Sagittaria, n. 1637 - Portogruaro, † 1692)
- Antonio Maria da Carpi, pittore italiano (Carpi)
- Antonio Carracci, pittore italiano (Venezia - Roma, † 1618)
- Antonio Carvalho da Silva Porto, pittore portoghese (Porto, n. 1850 - Lisbona, † 1893)
- Antonio Cascini, pittore italiano (Lagonegro, n. 1792 - Lagonegro, † 1854)
- Antonio del Castillo y Saavedra, pittore spagnolo (Cordova, n. 1616 - Cordova, † 1668)
- Antonio Catalani, pittore italiano (Bologna - † 1666)
- Antonio Catalano, pittore italiano (Messina - Messina)
- Antonio Cavallucci, pittore italiano (Sermoneta, n. 1752 - Roma, † 1795)
- Antonio Cicognara, pittore italiano (Cremona - Ferrara)
- Antonio Cifrondi, pittore italiano (Clusone, n. 1656 - Brescia, † 1730)
- Antonio Cimatori, pittore italiano (Urbino - Rimini, † 1623)
- Antonio Cioci, pittore, incisore e decoratore italiano (Firenze, n. 1722 - Firenze)
- Antonio Circignani, pittore italiano (Città della Pieve, n. 1567)
- Antonio Ciseri, pittore svizzero (Ronco sopra Ascona, n. 1821 - Firenze, † 1891)
- Antonio Concioli, pittore italiano (Pergola, n. 1739 - Roma, † 1820)
- Antonio Consetti, pittore italiano (Modena, n. 1686 - Modena, † 1766)
- Antonio Contestabili, pittore italiano (Piacenza, n. 1716 - Pontremoli, † 1790)
- Antonio Coquinati, pittore italiano (n. 1711 - † 1733)
- Antonio Corazza, pittore e scenografo italiano (Bologna, n. 1929 - Roma, † 1980)
- Antonio Corpora, pittore italiano (Tunisi, n. 1909 - Roma, † 2004)
- Antonio Corriga, pittore italiano (Atzara, n. 1923 - Oristano, † 2011)
- Antonio Crescenzio, pittore italiano
- Antonio Maria Crespi Castoldi, pittore italiano (Busto Arsizio - Busto Arsizio, † 1630)
- Antonio Crico, pittore e patriota italiano (Pedavena, n. 1835 - Pedavena, † 1899)

## D(26)
- Antonio del Ceraiolo, pittore italiano (Firenze)
- Antonio D'Acchille, pittore e scultore italiano (Pratola Peligna, n. 1936)
- Antonio D'Arliano, pittore, scenografo e scultore italiano (Viareggio, n. 1899 - Viareggio, † 1992)
- Antonio Maria Dal Sole, pittore italiano (Bologna, n. 1606 - Bologna, † 1677)
- Antonio Danti, pittore italiano (Perugia)
- Antonio Dardani, pittore italiano (Bologna, n. 1677 - † 1735)
- Antonio David, pittore italiano (Venezia)
- Antonio De Bellis, pittore italiano
- Antonio María De Reyna Manescau, pittore spagnolo (Coin, n. 1859 - Roma, † 1937)
- Antonio De Witt, pittore italiano (Livorno, n. 1876 - Firenze, † 1967)
- Antonio Del Donno, pittore e scultore italiano (Benevento, n. 1927 - Benevento, † 2020)
- Antonio Discovolo, pittore italiano (Bologna, n. 1874 - Bonassola, † 1956)
- Antonio Diziani, pittore italiano (Venezia, n. 1737 - Venezia, † 1797)
- Antonio Dominici, pittore italiano (Palermo, n. 1737 - Napoli, † 1794)
- Antonio Donghi, pittore italiano (Roma, n. 1897 - Roma, † 1963)
- Antonio Dugoni, pittore italiano (Cividale del Friuli, n. 1827 - Cividale del Friuli, † 1874)
- Antonio Dusi, pittore italiano (Pertica Bassa, n. 1726 - Brescia, † 1776)
- Tanzio da Varallo, pittore italiano (Alagna Valsesia)
- Antonio da Vendri, pittore italiano (Verona - Verona, † 1555)
- Antonio da Fabriano, pittore italiano (Fabriano)
- Antonio da Negroponte, pittore italiano (Negroponte - Venezia)
- Antonio de Acuña, pittore e scultore spagnolo (El Puerto de Santa María)
- Antonio de Brugada, pittore spagnolo (Madrid, n. 1804 - San Sebastián, † 1863)
- Antonio de Pian, pittore e incisore austriaco (Venezia, n. 1784 - Vienna, † 1851)
- Antonio della Corna, pittore italiano
- Antonio di Saliba, pittore italiano (n. 1466 - † 1535)

## E(1)
- Antonio Maria Esquivel, pittore spagnolo (Siviglia, n. 1806 - Barcellona, † 1857)

## F(11)
- Antonio Fanzaresi, pittore italiano (Forlì, n. 1700 - Forlì, † 1772)
- Antonio Felice Ferrari, pittore italiano (Ferrara, n. 1667 - Ferrara, † 1720)
- Antonio Ferraro, pittore italiano (Giuliana, n. 1523 - Castelvetrano, † 1609)
- Antonio Ferrigno, pittore italiano (Maiori, n. 1863 - Salerno, † 1940)
- Antonio Filocamo, pittore italiano (Messina, n. 1669 - Messina, † 1743)
- Antonio Fiore, pittore italiano (Segni, n. 1938)
- Antonio Florian, pittore e restauratore italiano (Venezia, n. 1770)
- Antonio Foler, pittore italiano (Venezia, n. 1536 - Venezia, † 1616)
- Antonio Fontanesi, pittore e incisore italiano (Reggio Emilia, n. 1818 - Torino, † 1882)
- Antonio Franchi, pittore italiano (Villa Basilica, n. 1638 - Firenze, † 1709)
- Antonio Frixione, pittore e incisore italiano (Genova, n. 1843 - Genova, † 1914)

## G(13)
- Antonio Gandino, pittore italiano (Brescia, n. 1560 - Brescia, † 1631)
- Antonio Gemmi, pittore italiano (Piacenza, n. 1795 - Piacenza, † 1854)
- Antonio Gentilini, pittore italiano (Moimacco, n. 1908 - Cividale del Friuli, † 1977)
- Antonio Gherardi, pittore e architetto italiano (Rieti, n. 1638 - Roma, † 1702)
- Antonio Ghisu, pittore italiano (Cagliari, n. 1875 - Cagliari, † 1951)
- Antonio Ruggero Maria Giorgi, pittore e incisore italiano (Reggiolo, n. 1887 - San Benedetto Po, † 1983)
- Antonio Gisbert, pittore spagnolo (Alcoy, n. 1835 - Parigi, † 1902)
- Antonio González Velázquez, pittore spagnolo (Madrid, n. 1723 - Madrid, † 1793)
- Antonio González Ruiz, pittore spagnolo (Corella, n. 1711 - Madrid, † 1788)
- Antonio Granata, pittore italiano (San Fili, n. 1766 - Aprigliano, † 1818)
- Antonio Grano, pittore e architetto italiano (Palermo - Palermo, † 1718)
- Antonio Gresta, pittore italiano (Ala, n. 1671 - Bruchsal, † 1727)
- Antonio Guadagnini, pittore italiano (Esine, n. 1817 - Arzago d'Adda, † 1900)

## H(1)
- Antonio Maria Haffner, pittore e presbitero italiano (Bologna, n. 1654 - Genova, † 1732)

## J(1)
- Antonio Joli, pittore e scenografo italiano (Modena, n. 1700 - Napoli, † 1777)

## L(9)
- Antonio Lagorio, pittore italiano (Genova - Parma)
- Antonio Lazzarini, pittore italiano (Belluno, n. 1672 - Belluno, † 1732)
- Antonio Leonelli, pittore italiano (Crevalcore - Bologna)
- Antonio Ligabue, pittore e scultore italiano (Zurigo, n. 1899 - Gualtieri, † 1965)
- Antonio Liozzi, pittore italiano (Penna San Giovanni, n. 1730 - Penna San Giovanni, † 1807)
- Antonio Longo, pittore austriaco (Varena, n. 1742 - Varena, † 1820)
- Antonio López García, pittore e scultore spagnolo (Tomelloso, n. 1936)
- Antonio Lorenzini, pittore e incisore italiano (Bologna, n. 1655 - Bologna, † 1740)
- Antonio de la Gandara, pittore e disegnatore francese (Parigi, n. 1861 - Parigi, † 1917)

## M(23)
- Antonio Madiona, pittore italiano (Siracusa, n. 1640 - Siracusa, † 1719)
- Antonio Majocchi, pittore, incisore e scultore italiano (Milano, n. 1903)
- Antonio Malchiodi, pittore italiano (Piacenza, n. 1848 - Nembro, † 1915)
- Antonio Mancini, pittore e scultore italiano (Manoppello, n. 1939)
- Antonio Mancini, pittore italiano (Roma, n. 1852 - Roma, † 1930)
- Antonio Manno, pittore italiano (Palermo, n. 1739 - Palermo, † 1810)
- Antonio Marasco, pittore, scultore e scrittore italiano (Nicastro, n. 1896 - Firenze, † 1975)
- Antonio Marinetti, pittore italiano (Chioggia, n. 1719 - Venezia, † 1796)
- Antonio Maria Marini, pittore italiano (Venezia, n. 1668 - Venezia, † 1725)
- Antonio Marini, pittore, incisore e restauratore italiano (Prato, n. 1788 - Firenze, † 1861)
- Antonio Marinoni, pittore italiano (Desenzano al Serio - Desenzano al Serio)
- Antonio Martini di Atri, pittore italiano (Atri - † 1433)
- Antonio Masini, pittore, incisore e scultore italiano (Calvello, n. 1933 - Potenza, † 2018)
- Antonio Masutti, pittore, disegnatore e incisore italiano (Aviano, n. 1813 - Torino, † 1895)
- Antonio Menegazzo, pittore e illustratore italiano (Padova, n. 1892 - Padova, † 1974)
- Francesco Mensi, pittore italiano (Grava, n. 1800 - Alessandria, † 1888)
- Antonio Mercurio, pittore italiano (Palermo, n. 1750)
- Antonio Molinari, pittore italiano (Venezia, n. 1655 - Venezia, † 1704)
- Antonio Montefusco, pittore italiano (Maglie, n. 1902 - Maglie, † 1990)
- Antonio Moro, pittore olandese (Utrecht, n. 1520 - Anversa)
- Antonio Mosca, pittore italiano (Pieve di Cento, n. 1870 - Bologna, † 1951)
- Antonio Mura, pittore e incisore italiano (Aritzo, n. 1902 - Firenze, † 1972)
- Antonio Muzzi, pittore italiano (Bologna, n. 1815 - Bologna, † 1894)

## N(6)
- Antonio Nardi, pittore italiano (Cerea, n. 1888 - Verona, † 1965)
- Antonio Maria Nardi, pittore e illustratore italiano (Ostellato, n. 1897 - Bologna, † 1973)
- Antonio Annibale Nasini, pittore italiano (Piancastagnaio, n. 1631 - Castel del Piano, † 1668)
- Antonio Nasini, pittore e presbitero italiano (Castel del Piano, n. 1643 - Torrenieri, † 1715)
- Antonio Novaro, pittore italiano
- Antonio Nunziante, pittore e scultore italiano (Napoli, n. 1956)

## O(1)
- Antonio Ortiz Echague, pittore spagnolo (Guadalajara, n. 1883 - Buenos Aires, † 1942)

## P(21)
- Antonio Paglia, pittore italiano (Brescia, n. 1680 - Brescia, † 1747)
- Antonio Ermolao Paoletti, pittore italiano (Venezia, n. 1834 - Venezia, † 1912)
- Antonio Pasciuti, pittore italiano (Lacedonia, n. 1937 - Santeramo in Colle, † 2021)
- Antonio Pasinetti, pittore italiano (Montichiari, n. 1863 - Milano, † 1940)
- Antonio Pasini, pittore italiano (Borgo San Donnino, n. 1770 - Parma, † 1835)
- Antonio de Pereda, pittore spagnolo (Valladolid, n. 1611 - Madrid, † 1678)
- Antonio Francesco Peruzzini, pittore italiano (Ancona - Milano, † 1724)
- Antonio Pettinicchi, pittore e incisore italiano (Lucito, n. 1925 - Bojano, † 2014)
- Antonio Piatti, pittore e scultore italiano (Viggiù, n. 1875 - Viggiù, † 1962)
- Antonio Piccinni, pittore e incisore italiano (Trani, n. 1846 - Roma, † 1920)
- Antonio Nicola Pillori, pittore italiano (Firenze, n. 1687 - Firenze, † 1763)
- Antonio Pio, pittore italiano (Cesena, n. 1809 - Parigi, † 1871)
- Pisanello, pittore e medaglista italiano (Pisa - Napoli)
- Antonio del Pollaiolo, pittore, scultore e orafo italiano (Firenze - Roma, † 1498)
- Antonio Ponz, pittore spagnolo (Bejís, n. 1725 - † 1792)
- Antonio Ponzano, pittore italiano (Monaco di Baviera, † 1602)
- Antonio Possenti, pittore e illustratore italiano (Lucca, n. 1933 - Lucca, † 2016)
- Antonio Privitera, pittore italiano (Catania, n. 1910 - Roma, † 1989)
- Antonio Puccinelli, pittore italiano (Castelfranco di Sotto, n. 1822 - Firenze, † 1897)
- Antonio de Puga, pittore spagnolo (Ourense, n. 1602 - Madrid, † 1648)
- Antonio Puglieschi, pittore italiano (Firenze, n. 1660 - Firenze, † 1732)

## Q(1)
- Antonio Orazio Quinzio, pittore e scultore italiano (Genova, n. 1856 - Genova, † 1928)

## R(10)
- Antonio Rancati, pittore e incisore italiano (Milano, n. 1785 - Milano, † 1816)
- Antonio Randa, pittore italiano (Bologna - Ferrara)
- Antonio Recalcati, pittore e scultore italiano (Bresso, n. 1938 - Milano, † 2022)
- Antonio Ridolfi, pittore italiano (Mezzana, n. 1824 - Siena, † 1900)
- Antonio Rinaldi, pittore svizzero (Tremona, n. 1816 - Tremona, † 1875)
- Antonio Rizzi, pittore italiano (Cremona, n. 1869 - Firenze, † 1940)
- Antonio Rolli, pittore italiano (Bologna, n. 1643 - † 1695)
- Antonio Rotta, pittore italiano (Gorizia, n. 1828 - Venezia, † 1903)
- Antonio Ruggieri, pittore italiano (Firenze, n. 1615)
- Antonio Ruju, pittore e poeta italiano (Nuoro, n. 1923 - Nuoro, † 2006)

## S(16)
- Antonio Sabatelli, pittore, ceramista e scultore italiano (Albisola Superiore, n. 1922 - Albisola Superiore, † 2001)
- Antonio Sanfilippo, pittore italiano (Partanna, n. 1923 - Roma, † 1980)
- Antonio Sannino, pittore italiano (Napoli, n. 1959)
- Antonio Giuseppe Santagata, pittore e scultore italiano (Genova, n. 1888 - Recco, † 1985)
- Antonio Sarnelli, pittore italiano (Napoli, n. 1712 - Napoli, † 1800)
- Antonio Saura, pittore e scrittore spagnolo (Huesca, n. 1930 - Cuenca, † 1998)
- Antonio Savazzini, pittore italiano (Parma, n. 1766 - Parma, † 1822)
- Antonio Scaccabarozzi, pittore italiano (Merate, n. 1936 - Colle Brianza, † 2008)
- Antonio Semino, pittore italiano (Genova)
- Antonio Sicurezza, pittore italiano (Santa Maria Capua Vetere, n. 1905 - Formia, † 1979)
- Antonio Simbenati, pittore italiano (Verona, n. 1668)
- Antonio Solario, pittore italiano (Chieti - Napoli, † 1530)
- Antonio Sorgato, pittore e fotografo italiano (Padova, n. 1825 - Trieste, † 1885)
- Antonio Squicciarini, pittore italiano (Bari, n. 1957)
- Antonio Stagnoli, pittore e incisore italiano (Bagolino, n. 1922 - Bagolino, † 2015)
- Antonio Stom, pittore italiano (n. 1688 - Venezia, † 1734)

## T(6)
- Antonio Tempesta, pittore e incisore italiano (Firenze, n. 1555 - Roma, † 1630)
- Antonio Tibaldi, pittore italiano (Roma, n. 1633 - Roma, † 1684)
- Antonio Placido Torresi, pittore, restauratore e critico d'arte italiano (Catania, n. 1951 - Firenze, † 2012)
- Antonio Maria Torricelli, pittore svizzero (Lugano, n. 1751 - Vercelli, † 1808)
- Antonio Travi, pittore italiano (Sestri Ponente, n. 1608 - Genova, † 1665)
- Antonio Domenico Triva, pittore e incisore italiano (Reggio nell'Emilia, n. 1626 - Monaco di Baviera, † 1699)

## V(12)
- Antonio Valdoni, pittore italiano (Trieste, n. 1834 - Milano, † 1890)
- Antonio Vangelli, pittore italiano (Roma, n. 1917 - Roma, † 2003)
- Antonio Varni, pittore italiano (Genova, n. 1839 - San Pier d'Arena, † 1908)
- Antonio Maria Vassallo, pittore italiano (Genova - Milano)
- Antonio Vassilacchi, pittore greco (Milo - Venezia, † 1629)
- Antonio Verrio, pittore italiano (Lecce - Hampton Court, † 1707)
- Antonio Vinciguerra, pittore, scultore e disegnatore italiano (Livorno, n. 1937)
- Antonio Visentini, pittore, architetto e incisore italiano (Venezia, n. 1688 - Venezia, † 1782)
- Antonio Vitale, pittore italiano (Barletta, n. 1968)
- Antonio Vite, pittore italiano (Pistoia)
- Antonio Vivarini, pittore italiano (Murano - Venezia)
- Antonio Viviani, pittore italiano (Urbino, n. 1560 - Urbino, † 1620)

## Z(3)
- Antonio Zanchi, pittore italiano (Este, n. 1631 - Venezia, † 1722)
- Antonio Zuccarelli, pittore e miniaturista italiano (n. 1753 - † 1818)
- Antonio Zucchi, pittore italiano (Venezia, n. 1726 - Roma, † 1795)